# 324787 Wlodarczyk
324787 Wlodarczyk este o planetă minoră (asteroid) din centura de asteroizi. A fost descoperită pe 15 aprilie 2007 la Molėtų astronomijos observatorija⁠(d) de . 
Obiectul prezintă o orbită caracterizată de o semiaxă mare de 3,0795301858557 UAi, o excentricitate de 0,10151868585327, o înclinație de 17,218992652045 ° în raport cu ecliptica.